# Frumusețea adevărului
Is There in Truth No Beauty? este un episod din sezonul al III-lea al serialului original Star Trek. A avut premiera la 18 octombrie 1968. Episodul este scris de Jean Lisette Aroeste și regizat de Ralph Senensky.

## Prezentare
Nava Enterprise transportă un ambasador extraterestru, care este nevoit să rămână în interiorul unei cutii negre speciale pe tot parcursul călătoriei, deoarece înfățișarea sa provoacă nebunie.